# 极端保守主义
极端保守主义（英語：Ultraconservatism）指的是在政治或宗教实践中持有极端保守观点的立场。在现代政治中，“极端保守派”通常指的是位于政治光谱最右侧的保守派，包括那些比主流保守观点更为右倾的群体或个人，甚至进一步延伸至边缘政党。
极端保守主义的典型特征通常依赖于文化危机；他们经常反对全球化，采取反移民、民族主义和主权至上的立场，并利用民粹主义和政治极化，划分“我们”和“他们”的群体界限。大多数极端保守派坚持的主要经济意识形态是新自由主义。此外，极端保守派常常使用阴谋论。